# Список умерших в 690 году

## Январь
- 12 января — Бенедикт Бископ — англосаксонский аббат, основатель аббатства Монкуирмут-Джарроу (а также его знаменитой библиотеки), после смерти почитается как святой.

## Март
- 6 марта — Юлиан Толедский — историк и политический деятель, богослов и латинский церковный писатель, святой, почитаемый Римско-католической церковью.

## Сентябрь
- 19 сентября — Феодор Кентерберийский — архиепископ Кентерберийский, первый английский епископ, возведённый в достоинство примаса Англии; Святой Католической и Англиканской церквей.

## Дата смерти неизвестна или требует уточнения
- Аарон — александрийский священник, философ и врач.
- Аквилин из Эврё, епископ Эврё (673—690/695), святитель.
- Аль-Бара ибн Азиб — сподвижник пророка Мухаммеда и передатчик хадисов от него.
- Амальберга Мобёжская — святая Римско-католической Церкви, монахиня.
- Ашот II Багратуни — князь, правитель Армении (с 685), поэт-гимнограф.
- Батбаян — хан Великой Болгарии.
- Берта Вальдорская — святая игумения.
- Вархуман — 2-й ихшид (властелин) Согда (655—690).
- Гаделин — христианский святой.
- Кусайла — берберский христианский король королевства Альтава и вождь племени Авраба и, возможно, христианский царь союза берберских племён Санхаджи.
- Принцесса Нукада — поэтесса периода Асука, одна из самых знаменитых поэтесс Японии.
- Освин — король Кента (689—690).
- Павел Эгинский — известный греческий хирург и акушер.
- Псалмодий — отшельник Лиможский.
- Север Авраншский — епископ Авранша; святой.
- Теодорих III, король франков (673 и 675—690/691).
- Теодофрид Корбейский — первый настоятель Корбийского аббатства, святой католической церкви, латинский поэт.
- Хигбальд Линкольнширский — настоятель монастыря в Бардни, отшельник.
- Эммерам Регенсбургский — епископ Регенсбургский, священномученик.